# Instructions
Instructions è il secondo album in studio del rapper e produttore discografico statunitense Jermaine Dupri, pubblicato nel 2001.

## Tracce
1. LP Intro (Interlude) – 0:24
2. Welcome to Atlanta (feat. Ludacris) — 3:20
3. Money, Hoes & Power (feat. UGK, Pimpin' Ken & Manuel Seal) — 3:50
4. The Dream (Interlude) (feat. Wanda Sykes) — 0:49
5. Get Some (feat. Usher, R.O.C., Boo & Gotti) — 2:28
6. Hate (Interlude) — 1:06
7. Hate Blood (feat. Jadakiss & Freeway) — 3:55
8. Ballin' Out Of Control (feat. Nate Dogg) — 3:08
9. Superfly (feat. Bilal) — 3:11
10. Instructions Interlude — 0:38
11. Rules Of The Game (feat. Manish Man) — 3:36
12. Prada Bag (Interlude) — 0:15
13. Whatever (feat. Tigah, R.O.C. & Nate Dogg) — 4:18
14. Let's Talk About It (feat. Clipse & Pharrell Williams) — 5:22
15. Yours & Mine (feat. Jagged Edge) — 3:25
16. Jazzy Hoes Part 2 (feat. Kurupt, Too Short, Field Mob, Backbone & Eddie Cain) — 4:47
17. Hot Mama (Interlude) — 0:14
18. You Bring The Freak Out Of Me (feat. Da Brat & Kandi Burruss) — 3:04
19. The Next Morning (Interlude) — 0:24
20. Rock With Me (feat. Xscape) — 4:30